# Beresneahî, Kaniv
Beresneahî (în ucraineană Бересняги) este un sat în comuna Kozarivka din raionul Kaniv, regiunea Cerkasî, Ucraina.

## Demografie
Componența lingvistică a localității Beresneahî
     Ucraineană (100%)
Conform recensământului din 2001, toată populația localității Beresneahî era vorbitoare de ucraineană (100%).